# Єврейський фонд України
Єврейський фонд України — українське громадське об'єднання, яке об'єднує єврейську етнічну меншину та займається розвитком єврейської культури, пропагандою традицій, збиранням коштів для потреб єврейських організацій та громад, фінансуванням різних програм. Заснований у 1997 році як Всеукраїнський благодійний фонд та зареєстрований міністерством юстиції України. Президент — О. Фельдман.
Єврейський Фонд України здійснює понад 20 програм у таких областях:
- єврейська освіта;
- соціальна допомога євреям;
- громадське будівництво;
- видавнича діяльність;
- міжнаціональний діалог
- та активно займається міжнародною діяльністю.

До найвідоміших акцій Єврейського фонду України можна віднести:
- музичний фестиваль Шалом, Україна, який щорічно проводиться вже понад 10 років та збирає виконавців з усіх регіонів країни. За роки свого існування Фестиваль став єдиним постійно діючим єврейським фестивалем у Європі, у ньому брали участь багато відомих виконавців: Тіна Кароль, Ірина Розенфельд, Євген Медник, Марат Нудель.
- фестиваль «Блукаючі зірки», що має ім'я класика єврейської літератури Шолом-Алейхема. Він відбувається під патронатом Міністерства культури України. Традиційно у фестивалі беруть участь театральні колективи з України, Росії та Ізраїлю. Проводиться у приміщенні Музичного театру для дітей на Подолі.
- єврейський освітній проект «Анна Франк. Урок історії», спільний із нідерландським Будинком Анни Франк, Українським центром вивчення Голокосту, а також інших єврейських та українських організацій. Проводиться із 2003 року. У рамках проекту проводяться:
  - виставка фотографій та документів «Анна Франк. Урок історії»;
  - виставка «Холокост євреїв України»;
  - проведення семінарів для вчителів історії та старшокласників.

Ці заходи відбуваються у різних містах України (Черкаси, Херсон, Кіровоград, Запоріжжя, Миколаїв, Білгород-Дністровський, Євпаторія, Нікополь, Кременчук, Бердянськ), Росії (Ростов-на-Дону) та Молдови (Кишинів, Рибниця). У рамках проекту українські викладачі шкіл відвідують в Амстердамі семінари, що проводяться Будинком Анни Франк.